# NGC 3505
NGC 3505 (NGC 3508) je spiralna galaktika u zviježđu Peharu. Naknadno je utvrđeno da je to ista galaktika kao i NGC 3508.

## Vanjske poveznice
- (eng.) SEDS: NGC 3505
- (eng.) Revidirani Novi opći katalog
- (eng.) Izvangalaktička baza podataka NASA-e i IPAC-a
- (eng.) Astronomska baza podataka SIMBAD
- (eng.) VizieR